# Líbano (Colombia)
Líbano è un comune della Colombia facente parte del dipartimento di Tolima.
L'abitato venne fondato da Isidro Parra nel 1849.